# Робочий клуб
«Робочий клуб» (рос. Рабочий клуб) — ілюстрований щомісячник Головполітосвіти УСРР і культвідділу Всеукраїнської ради професійних спілок (ВУРПС). Виходив у Харкові у 1925—1926 рр., у Державному видавництві України (ДВУ), переважно російською мовою, водночас вміщено декілька статей українською мовою. Наклад 3 тис. примірників.
Перший номер журналу вийшов 1 лютого 1925 року. Сучасні дослідники вважають його наступником журналу «Шлях до комунізму», хоча його редакція вважала це видання окремим.
Завдання, окреслені редакцією журналу — збирання та узагальнення досвіду роботи окремих клубів, надання практичної та методичної допомоги клубним працівникам. У рубриках «Методика клубной работы» та «На местах» друкувалась невелика кількість статей з бібліотечної тематики, здебільшого практичного спрямування, зокрема: «Рабочая библиотека и популяризация профсоюзов», «Внимание передвижной библиотечной работе», «Библиотека при рабочем клубе», «О подготовке библиотечных работников», «Пути организации читательского актива в библиотеке», «К вопросу изучения читательских типов» та ін. Це було пов'язано з тим, що представники Головполітосвіти УСРР вважали, що бібліотечна робота є невід'ємною складовою клубної діяльності. Ці публікації відіграли позитивну роль у формуванні і розгортанні роботи майбутніх профспілкових бібліотек.
З 1 січня 1927 року журнал реорганізували і почав виходити «Культробітник» (спершу також російською мовою як «Культработник»).
Також під назвою «Рабочий клуб» з 1924 року видавався журнал у Москві — видання Всеросійського пролеткульту.